# Roumégoux (Cantal)
 Roumégoux  es una población y comuna francesa, situada en la región de Auvernia, departamento de Cantal, en el distrito de Aurillac y cantón de Salers.

## Demografía
| 338 | 283 | 229 | 211 | 197 | 214 |
| Para los censos de 1962 a 1999 la población legal corresponde a la población sin duplicidades (Fuente: INSEE [Consultar]) |     |     |     |     |     |